# Плимутская компания
Плимутская компания — английское акционерное общество, учрежденное в 1606 году Яковом I для колонизации побережья Северной Америки. Одновременно с Плимутской компанией для этой же цели была учреждена Лондонская компания, а обе они входили в объединение, называемое Виргинской компанией, устроенное по образцу Общества купцов-искателей.
Компания получила права на территорию атлантического побережья Северной Америки между 38 и 45 параллелями, что примерно соответствует участку от Чесапикского залива до современной американо-канадской границы. При этом участок между 38 и 41 параллелями был общим для двух компаний, при условии, что при строительстве нового поселения будет выдерживаться расстояние не менее 100 миль до колоний компании-конкурента.
В 1607 году была основана колония Попема в устье реки Кеннебек (в настоящее время это территория штата Мэн). В этом же году Лондонская компания основала колонию Джеймстаун, однако в отличие от последней, колония Попема просуществовала всего год.
В 1609 году Плимутская компания прекратила существование, а большая часть её земель была передана Лондонской компании, однако через 11 лет она возродилась в виде Плимутского совета по делам Новой Англии.